# Зеволде
Зеволде (нід. Zeewolde) — місто і муніципалітет в Нідерландах Флеволанд.
Населення — 20567 чоловік (2008).
Муніципалітет Зеволде був заснований в 1984 році на польдерах, в 1986 році перейшов під адміністрацію Флеволанда. Перші поселенці-фермери на землі з'явилися ще в 1979 році.
Оскільки землі осушені недавно, ландшафт і архітектура Зеволде чітко сплановані.
У містечку діє підприємство по випуску суперкарів Spyker. Однак, основою економіки залишається сільське господарство.

## Галерея

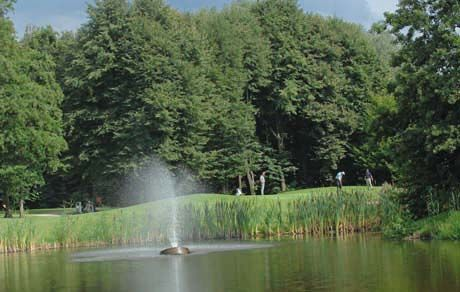
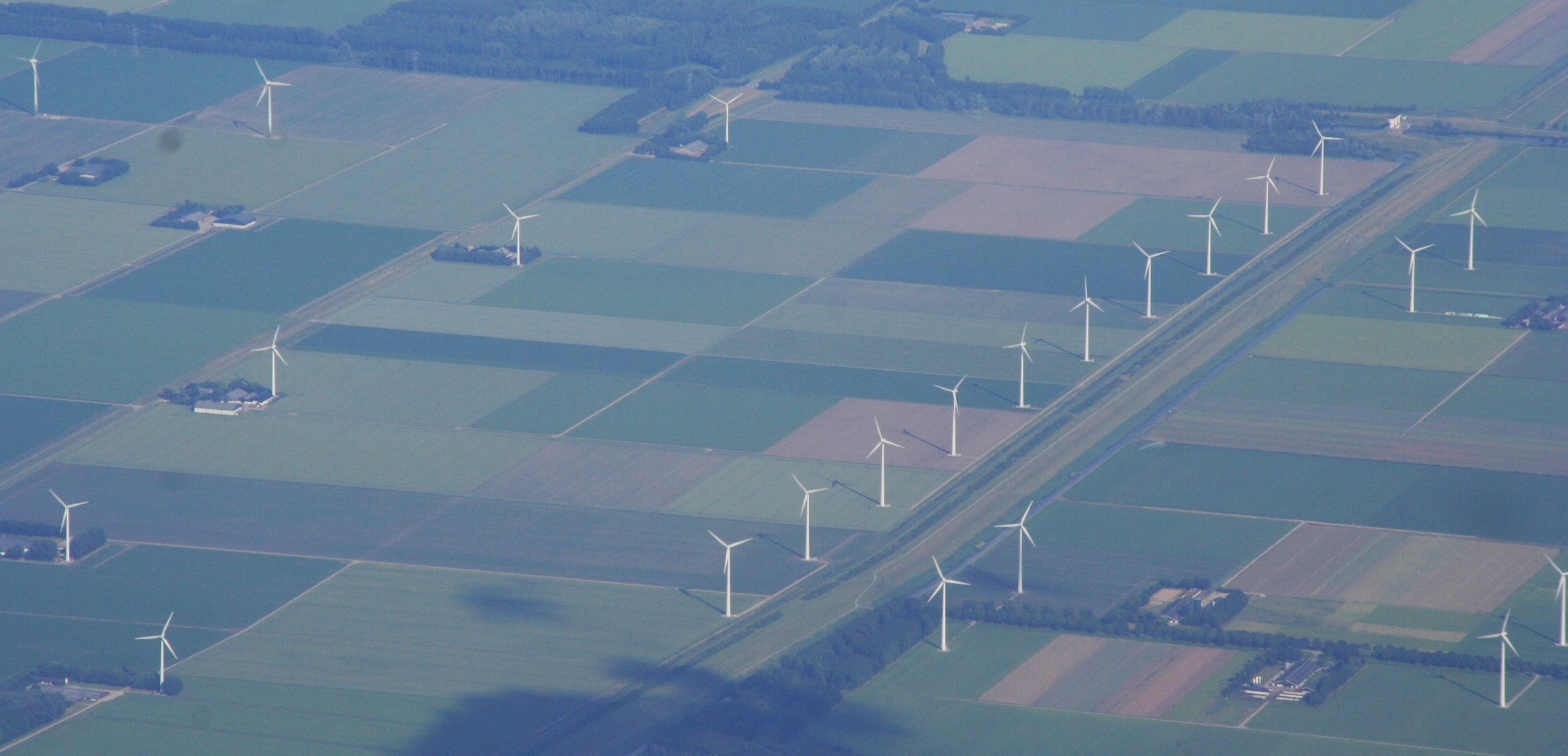
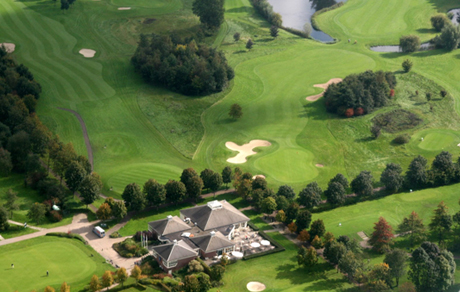
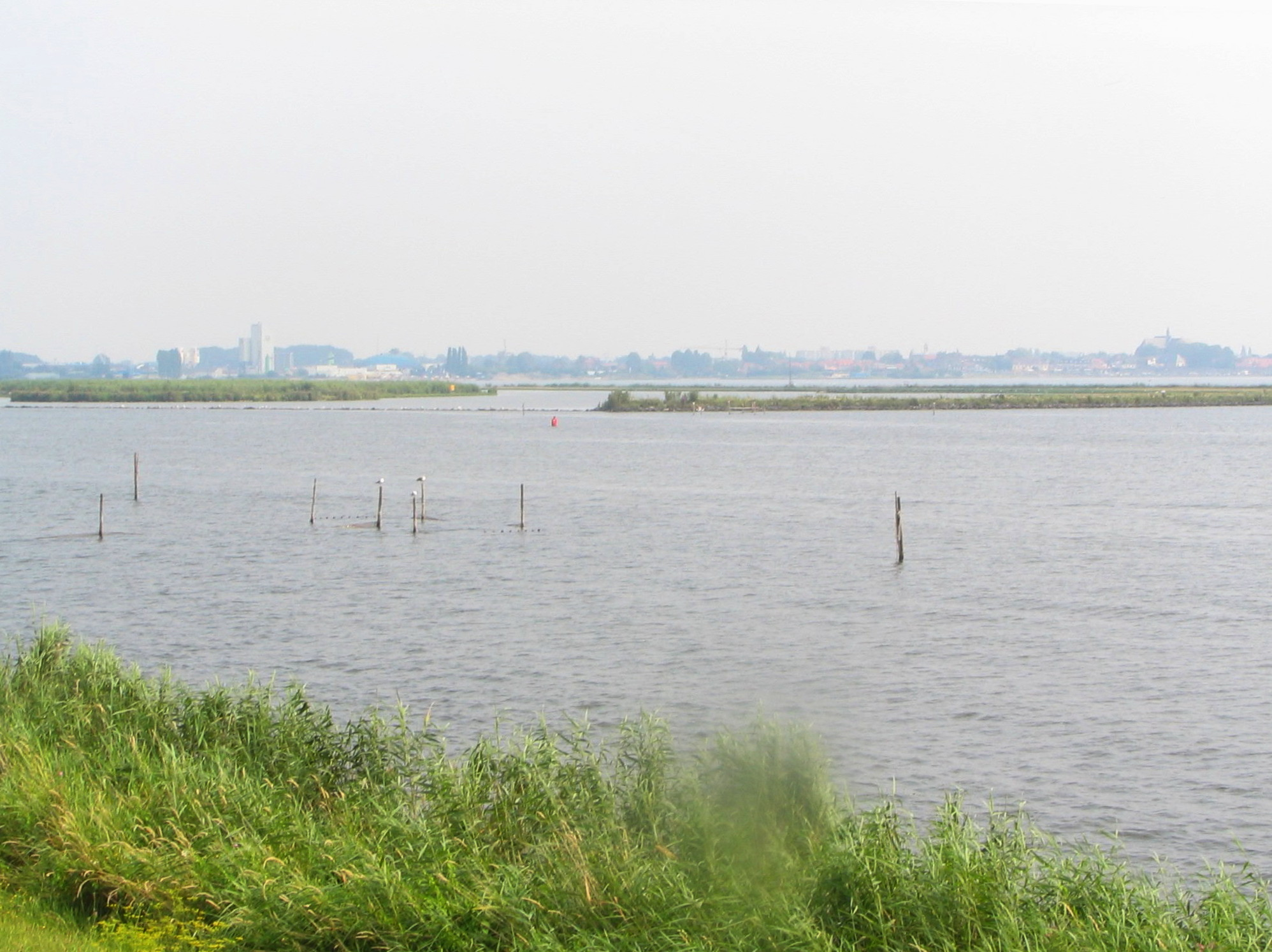